# Phaenocora highlandense
Phaenocora highlandense är en plattmaskart. Phaenocora highlandense ingår i släktet Phaenocora och familjen Typhloplanidae. Inga underarter finns listade i Catalogue of Life.